# عرض لصيغ الكتاب الرقمي
فيما يلي  مقارنة للأشكال من الكتاب الإلكتروني   تستخدم لإنشاء ونشر الكتاب الإلكتروني.
تنسيق EPUB هو شكل (على العكس من PDF) الكتاب الإلكتروني، على أساس XML مروج مستقل الأكثر تأييدا واسع النطاق. وهذه هي، كانت الصيغة المدعومة من قبل أكبر عدد من القارئات الإلكترونية، بما في ذلك أمازون كيندل  (انظر الجدول أدناه للاطلاع على التفاصيل).

## وصف التنسيق
الأشكال المتاحة تشمل، ولكنها لا تقتصر على:

### الكتب عريضة النطاق (BBeB)
| شكل:         | سوني ميديا |
| تنشر بالشكل: | .lrf; .lrx |

شكل الكتاب الرقمي المستخدم في الأصل من قبل شركة سوني. يعد شكلا من اشكال الملكية، ولكن بعض البرمجيات القارئة لأجهزة الكمبيوتر للأغراض العامة، خاصة في ظل رخصة جنو للوثائق الحرة / لينكس (على سبيل المثال، كاليبر قارئ داخلى), لديها القدرة على قراءتها. يمثل ملف التمديد LRX على إدارة الحقوق الرقمية الكتاب الاليكتروني مشفرا. وفي الآونة الأخيرة، سوني قد قامت بتحويل إصداراتها من BBeB إلى EPUB ويصدر الآن العناوين الجديدة بصيغة EPUB.

### ملف أرشيف الكتاب الهزلى
| الشكل:       | صور مضغوطة                                                |
| تنشر بالشكل: | .cbr (RAR); .cbz (ZIP); .cb7 (7z); .cbt (TAR); .cba (ACE) |

### ملفات المساعدة المجمعة chm
| الشكل:       | ملفات المساعدة بلغة ترميز النص الفائق المجمعة من ميكروسوفت |
| تنشر بالشكل: | .chm                                                       |

شكل أو صيغة CHM هي صيغة ملكية على أساس HTML . تُوَزَّع فيها عدة صفحات والرسومات جزءا لا يتجزأ جنبا إلى جنب مع بيانات وصفية مملوكة كملف مضغوط واحد. في المقابل، في HTML، فإن الموقع يتكون من ملفات متعددة HTML مع ملفات الصور المرتبطة بأشكال موحدة.

### نظام وصول المعلومات الرقمية – ANSI/NISO Z39.86
| الشكل:        | نظام وصول المعلومات الرقمية |
| تنشر بالشكل : |                             |

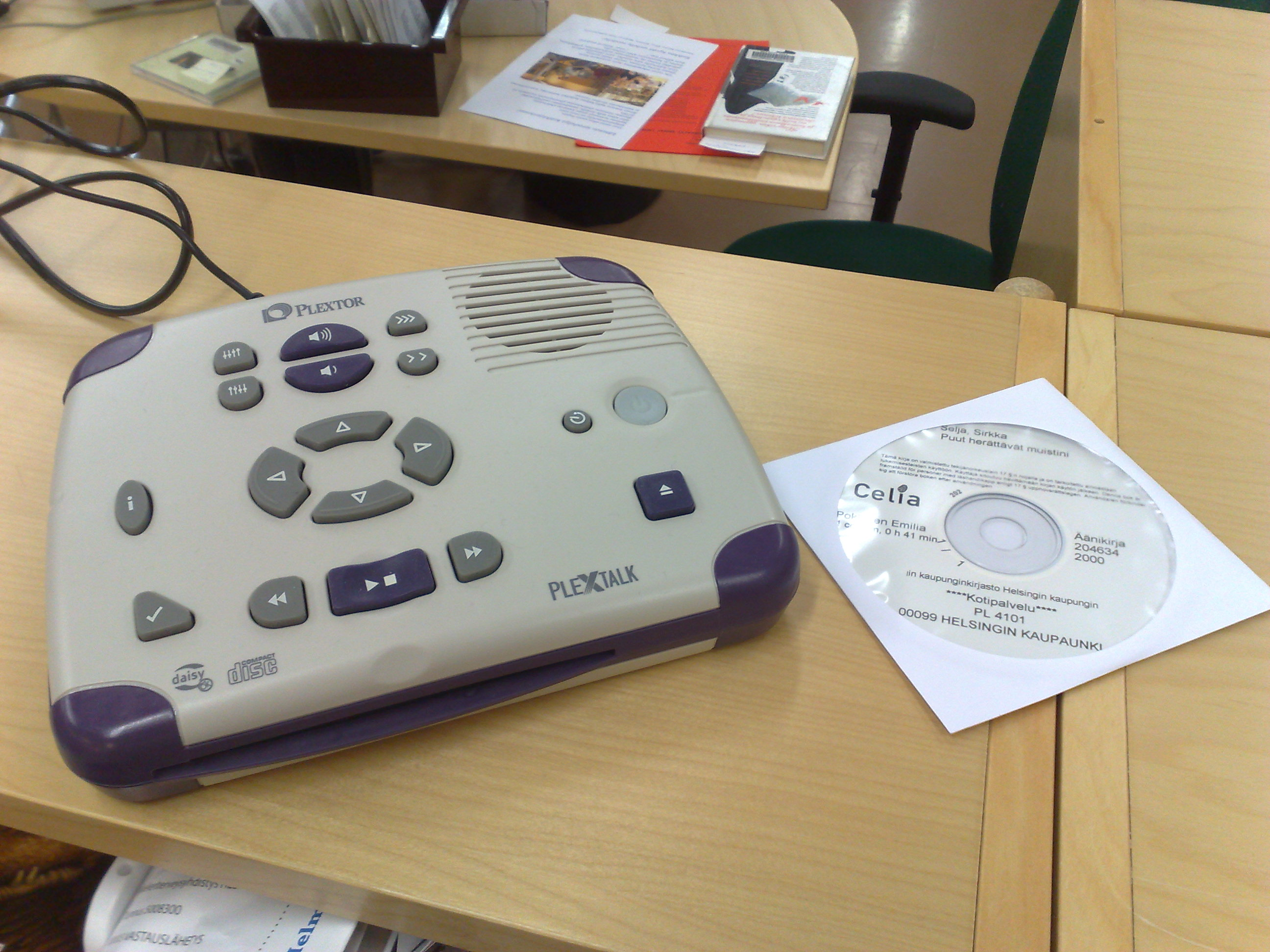
DAISY مستعرض والكتب الصوتية.

نظام الوصول إلى المعلومات الرقمية (DAISY) هو معيار مفتوح - يستند إلى لغة الترميز القابلة للامتداد يدعم من كونسورتيوم DAISY للأشخاص الذين يعانون إعاقة الطباعة. DAISY يحظى بدعم دولي واسع النطاق مع ميزات للوسائط المتعددة والملاحة والتزامن. وقد تم اعتماد مجموعة فرعية من تنسيق DAISY في الولايات المتحدة باعتبارها الهيئة الوطنية للموادالتعليمية للمعاقين القياسية (NIMAS),
وK-12 الكتب المدرسية والمواد التعليمية والمطلوب الآن أن تقدم للطلبة ذوي الإعاقة.
يتم محاذاة DAISY بالفعل مع معيار EPUB المفتوح، ومن المتوقع أن تلتقي تماما مع EPUB3 لدى تنقيحها المقبل. .

### ديجافو (صيغة ملفات)
| الشكل:        | DjVu   |
| تنشر بالشكل : | ديجافو |

ديجافو هو تنسيق متخصص لتخزين المستندات الممسوحة ضوئيا. ويشمل أدوات ضغط متقدمة ملائمة للصور المنخفضة اللون، مثل المستندات النصية. قد تحتوي الملفات الفردية على صفحة واحدة أو أكثر. ملفات DjVu لا يمكنها إعادة التدفق.
صفحات الصور الواردة في الملف تنقسم إلى طبقات منفصلة (مثل الطبقة الخلفية متعددة الألوان، منخفضة الدقة، باستخدام الضغط الملائم مع فقد قليلا من الدقة (lossy compression) ضغط بيانات منقوص، وعدد قليل من الألوان، عالية الدقة،(الطبقة الأمامية مضغوطة بإحكام)، كل صورة قد تم ضغطها بالطريقة الملائمة بأفضل طريقة متاحة. تم تصميم شكل الضغط كى يتم بسرعة كبيرة، حتى أسرع من أشكال الرسوميات متجهية.
ميزة ديجافو هو أنه من الممكن اعتماد نسخ عالية الدقة في المسح (300-400 DPI)، جيدة بما فيه الكفاية على حد سواء على - قراءة على الشاشة أوالطباعة، وتخزينها بكفاءة عالية. ويمكن تخزين عدة عشرات من صور 300 DPI ممسوحة بالأسود والأبيض في أقل من ميغا بايت.

### ملف نصى (الحوسبة)
| الشكل:        | مايكروسوفت وورد |
| تنشر بالشكل : | ملف نصى         |

ملف نصى هو صيغة مستند ملف معتمد مباشرة من قبل عدد قليل من قارئات الكتب الإليكترونية. مزاياه باعتباره شكل من أشكال الكتاب الاليكتروني هو أنه يمكن تحويلها بسهولة إلى أشكال الكتاب الاليكتروني الأخرى ويمكنه التدفق. ويمكن تحريره بسهولة.

### أوفس أوبن إكس إم إل
| الشكل:     | أوفس أوبن إكس إم إل  |
| يتم نشره : | .أوفس أوبن إكس إم إل |

### كتاب النشر الإبكتروني
| Format:       | IDPF/EPUB             |
| Published as: | كتاب النشر الإلكتروني |

epub أو OEBPS هو شكل معيار مفتوح للكتب الإلكترونية التي تم إنشاؤها من قبل المنتدى الدولي للنشر الرقمي (IDPF). فهو يجمع بين ثلاثة معايير مفتوحة IDPF:
- هيكل النشر المفتوح (OPS) 2.0، التي تصف محتوى لغة ترميز (إما XHTML أو ديزي DTBook)
- حزمة التنسيق المفتوحة (OPF) 2.0، التي تصف بنية.epub ك XML
- OEBPS محتوى التنسيق (OCF) 1.0، التي تجمع الملفات معا (كما

يعاد تسميه الملف ZIP).
اكتسب شكل EPUB بعض الشعبية وشكل الكتاب الإلكتروني المستند إلى XML- بائع مستقل. شكل يمكن قراءته من قبل قارىء كوبو للكتب الإلكترونية، أجهزة بلاك بيري، تطبيق آي بوكس في أجهزة أبل التي تعمل على أجهزة آي أو إس، جوجل بلاى التطبيق يعمل على نظام الأندرويد وأجهزة آي أو إس وبارنز أند نوبل نوك، والأمازون كيندل، سوني ريدر، BeBook، Bookeen Cybook Gen3 (V2 مع البرامج الثابتة وما فوق) ‏، COOL-ER، أدوبي طبعات رقمية، Lexcycle ستانزا، BookGlutton، AZARDI، FBReader، Aldiko الكتاب، كتاب النشر الإلكتروني، Mantano قارئ، القمر + القارئ، وموزيلا فايرفوكس آد أون كتاب النشر الإلكتروني، أوكيولار وتطبيقات القراءة الأخرى.
ويدعم EPUB الآن أمازون كيندل. كيندل للنشر المباشر تحويل ملفات EPUB بدون ضغط. توصي الأمازون التحقق من صحة الملف باستخدام كيندل جين أو كيندل برى فيور. هناك عدد من البرامج التي تقوم بإخراج ملفات EPUB، بما في ذلك تطبيق كاليبر.
إإصدارات أدوب الرقمية استخدمت شكل epub الكتب الإلكترونية، مع DRM الحماية المقدمة من خلال آلية ADEPT الملكية الخاصة بهم. الإطار والكتابات وضعت مؤخرا قد تم تصميمها بهندسة عكسية للتحايل على هذا النظام DRM .

### موبي بوكيت
| الشكل:   | Mobipocket |
| يتم نشره | .mobi      |

يعتمد تنسيق كتاب Mobipocket الإلكتروني على معيار Open eBook باستخدام XHTML ويمكن أن يشمل JavaScript وإطارات. كما يدعم استعلامات SQL الأصلية ليتم استخدامها مع قواعد البيانات المضمنة.
يحتوي Mobipocket Reader على مكتبة صفحات رئيسية. يمكن للقراء إضافة صفحات فارغة في أي جزء من كتاب وإضافة رسومات مجانية. يمكن تطبيق التعليقات التوضيحية - العلامات البارزة والإشارات المرجعية والتصحيحات والملاحظات والرسومات - من مكان واحد. يتم تحويل الصور إلى تنسيق GIF ويبلغ أقصى حجم لها 64 كيلو بايت 

### إى ريدر
سابقا الوسائط الرقمية بالم / بي نت الصحافة
| الصيغة:      | وسائط بالم |
| تنشر بالشكل: | .pdb       |

إى ريدر هو برنامج مجاني لمشاهدة الكتب الإلكترونية بالم الوسائط الرقمية التي تستخدم تنسيق PDB المستخدمة من قبل العديد من تطبيقات بالم. الإصدارات المتاحة لآيفون، نظام التشغيل بالم (وليس ويب أو إس)، أندرويد، سيمبيان، بلاك بيري، ويندوز موبايل الجيب PC / الهاتف الذكي، سطح المكتب ويندوز، وماكنتوش.القارئ يظهر نص صفحة واحدة في وقت واحد، كما تفعل الكتب الورقية. يدعم قراءة الوصلات التي تعد جزءا لا يتجزأ من الصور في الكتب الإلكترونية. بالإضافة إلى ذلك، تشفير مقاطع تطبيقات لآيفون وآي بود تاتش يمكن قراءة كل ملفات الكتاب الإلكتروني المشفرة والغير مشفرة.
ويدعم البرنامج ميزات مثل العناوين والحواشي، مما يتيح للمستخدم وضع علامة مرجعية على أي صفحة، وأي جزء من النص مع الحاشية والتعليق. ويمكن في وقت لاحق تصدير الحواشي حيث يتم وصفها كوثيقة أو مذكرة.
في 20 تموز 2009، قام بارنز أند نوبل بالإعلان عنها وسوف يعني هذا أن إى ريدر سوف يكون الشكل المفضل للشركة لتقديم الكتب الإلكترونية. في وقت لاحق ثلاثة أشهر بالضبط، في بيان صحفى صادر عن أدوبي، كشف بارنز أند نوبل ستقوم بتوحيد الجهود مع شركة برمجيات لإيجاد صيغة EPUB مفتوحة وتنسيقات PDF الكتاب الإلكتروني. وتباع الكتب الإلكترونية الآن في بارنز أند نوبل في الغالب في شكل EPUB.

### كتاب الخيال (FB2)
| الشكل:       | كتاب الخيال |
| تنشر بالشكل: | .fb2        |

كتاب الخيال هو شكل الكتاب الإلكتروني المستند إلى صيغة XML المفتوحة التي نشأت واكتسبت شعبية في روسيا. ملفات كتاب الخيال لها امتداد اسم الملف إف بى 2 .fb2.
كتاب الخيال هو صيغة لغة الترميز القابلة للامتداد المعروفة، والمبنية على شكل كتاب إلكتروني، بدعم من تطبيقات القراءة المجانية مثل FBReader، أوكيولار، كتاب النشر الإلكتروني، Bebook وعارض STDU.
شكل كتاب الخيال لا يحدد مظهر الوثيقة؛ بدلا من ذلك، فهو يصف هيكلها والبينات الدلالية. جميع البيانات الميتاداتا، مثل اسم المؤلف، العنوان، والناشر، وهذه كلها أيضا موجودة في ملف الكتاب الاليكتروني. ومن هنا فإن الشكل مناسب ومتوافق مع المعالجة التلقائية، والفهرسة، وإدارة الكتاب الاليكتروني. هذا الأمر مناسب لتخزين الكتب مقدمة للتحويل التلقائي في وقت لاحق إلى صيغ أخرى أيضا.

### الإلكترونيات المؤسسة
| الصيغة:      | قارئ أبابى |
| تنشر بالشكل: | .xeb؛ .ceb |

أبابى هو شكل إبتكرته الإلكترونيات المؤسسة. بل هو شكل شعبي للكتب الإلكترونية الصينية. يمكن قراءتها باستخدام تطبيق قارىء أبابى والمنتجة باستخدام الناشر أبابى. يتم ترميز كل الملفات.xeb و.ceb والملفات الثنائية. في الإلياذة يتضمن الجهاز الكتاب الإلكتروني ومستعرض «أبابى».

### لغة ترميز النص الفائق
| الشكل:       | نص فائق                                                         |
| تنشر بالشكل: | .هتم. هتمل وعادة صور المساعدة، جافا سكريبت وكاسكادينج ستايل شيت |

لغة ترميز النص الفائق هو لغة الترميز التي تستخدم لمعظم صفحات المواقع على شبكة الإنترنت. كتب إلكترونية باستخدام HTML يمكن قرائتها باستخدام متصفح الويب.خيث تتوافر مواصفات الشكل بدون مقابل من رابطة الشبكة العالمية
لغة ترميز النص الفائق تضيف عناصر وصفية أعدت خصيصا لذلك النص العادي المشفرة باستخدام مجموعة الأحرف مثل أسكي أو صيغة التحويل الموحد-8. على هذا النحو، ملفات مهيأ بشكل مناسب يمكن أن تكون، وتكون في بعض الأحيان، قد أنشأت  من جهة  باستخدام  محرر نص عادي  أو  محرر مبرمج ". كثير  مولد هتمل وتوجد تطبيقات لتسهيل هذه العملية وغالبا ما تتطلب معرفة أقل تعقيدا من التفاصيل الشكلية المعنية.
لغة ترميز النص الفائق ليست من تلقاء نفسها شكلا فعالا بشكل خاص لتخزين المعلومات في داخلها، الأمر الذي يتطلب المزيد من مساحة التخزين لعمل معين للعديد من الأشكال الأخرى. ومع ذلك، العديد من أشكال الكتاب الإلكتروني بما في ذلك أمازون كيندل، والكتاب الاليكتروني المفتوح، لغة ترميز النص الفائق، Mobipocket المجمعة وتخزين EPUB في شكل لغة ترميز النص الفائق، ثم استخدم ZIP أساليب ضغط لضغط بيانات لغة ترميز النص الفائق والصور والبيانات الشرحية وأوراق الأنماط إلى واحد، أصغر بكثير.
ملفات لغة ترميز النص الفائق تشمل مجموعة واسعة من المعايير حيث أن عرض ملفات HTML بشكل صحيح يمكن أن يكون معقدا. بالإضافة إلى العديد من الميزات المعتمدة، مثل الأشكال، التي لا صلة لها بالكتب الإلكترونية.

### آيبووكس (أبل)
| الشكل:       | آيبووكس |
| تنشر بالشكل: | آيبووكس |

يتم إنشاء شكل آيبووكس بواسطة التطبيق المجانى آيبووكس أوثر وهو تطبيق لتصميم برمجيات الكتاب الالكترونى من شركة أبل. ويستند هذا الشكل الاحتكارى للملكية على معيار كتاب النشر الإبكتروني، مع بعض الاختلافات في العلامات CSS المستخدمة في ملف تنسيق آيبووكس و، مما يجعلها متوافقة مع معيار كتاب النشر الإبكتروني المفتوح . اتفاقية ترخيص المستخدم النهائي (EULA) الذي يأتي مع آيبووكس أوثر على أن "إذا كنت تريد أن تفرض رسما للعمل يتضمن ملفات بتنسيق آيبووكس تم إنشاؤها باستخدام آيبووكس أوثر، يجب أن يتم ذلك فقط من خلال شركة أبل.
وتعبير "من خلال شركة أبل" سوف يكون عادة في متجر أو مخزن آيبووكس. تنص اتفاقية الترخيص على أن "هذا التقييد لا ينطبق على مضمون هذه الأعمال عند توزيعها في شكل لا يتضمن الملفات في شكل آيبووكس ولذلك، أبل لم تفرض قيودا على التوزيع في آيبووكس أوثر للكتب إلكترونية بشكل آيبووكس والتي لم يتم إنشاؤها في آيبووكس أوثر التي تتاح مجانا، وذلك لا يمنع المطورين من إعادة تحديد الأهداف والمحتوى بتنسيقات كتب إلكترونية أخرى ليتم بيعها خارج متجر أبل . هذا البرنامج يدعم حاليا الاستيراد والتصدير وظيفيا لثلاثة أشكال. آيبووكس، والنص العادي وبى دى إف. فإنه لا يعتمد استيراد أو تصدير في شكل كتاب النشر الإبكتروني.

### Plucker
| الشكل:       | Plucker |
| تنشر بالشكل: | .pdb    |

Plucker هو المصدر المفتوح البرمجيات الحرة الكتاب الإلكتروني المحمول وتطبيق قارئ سطح المكتب له شكله الخاصة وإرتباطه بالملفات والبرامج لإنشاء ملفات Plucker من النص، PDF، HTML، أو غيرها من ملفات شكل وثيقة والمواقع على شبكة الإنترنت أو آر إس إس. والشكل العام موثقة جيدا. ويتوافر لجميع أنواع أجهزة الكمبيوتر المكتبية والعديد من أجهزة المساعد الرقمي الشخصي .

## الروابط الخارجية
- ebookwise-1150 ebook reader device
- ebook reader articles at Mobile Read Wiki
- Daisy 3: A Standard for Accessible Multimedia Books
- An E-Book Buyer's Guide to Privacy